# 石山雄太
石山 雄太（いしやま ゆうた 1974年 - ）は、東京都出身で中国や日本で活動する京劇界初の日本人（在外日本人）俳優。専門は武丑（ぶちゅう：立ち回りを演じる道化役）。

## 人物
小学校低学年の時にテレビで観た「鬧天宮」の孫悟空に憧れ、翌年の国立劇場で公演された京劇を観て京劇俳優になることを決心。近所の中国人から中国語を習い始めて、高校は中国語コースの学校を選んだ。
1993年に北京の中国戯曲学院の付属中学に同校初の外国人留学生として入学。北京に8年、京劇留学した。
武生役（立ち回りを得意とする武将役）を考えていたが、跳躍が得意だったため、成り手の少ない武丑役（立ち回りを演じる道化役）を勧められ、武丑の基本であるしゃがみと逆立ちの厳しい訓練を受け、血尿や筋肉痛に悩まされる日々が続き、初日には仲間に担がれて宿舎にたどり着くこともあったという（役柄については京劇#主な四つのキャラクター（役柄）を参照）。
1994年には東京日生劇場の『西遊記』公演にて、沙悟浄役で参加。1997年には同学院の表演系（学部）入学。得意演目は「鬧天宮」「三岔口」「活捉三郎」「時遷探路」など。大学時代はスタントマンや茶館の舞台でアルバイトをし、中国国家京劇院が入団を受け入れ、外国人初のプロの京劇俳優が誕生した。
2001年には北京京劇院の来日公演・財団法人日本青少年文化センター創立50周年記念事業『京劇三国志スペシャル・龍鳳呈祥』にて武将・樊虎（樊氏の弟）役で特別参加し、日本で晴れ姿を披露した。
2017年より立教大学兼任講師を務め、2024年、 新潮劇院京劇公演『孫悟空 龍宮で大暴れ』で孫悟空役を演じたほか、台湾京劇の日本語字幕を監修するなど現在も活動中。

## 略歴
- 小学生のとき、京劇の来日公演で孫悟空を見て以来京劇に魅了される。
- 1993年 - 2001年 - 中国戯曲学院（附属中〜大学）で京劇を習う。
- 卒業後も日本に帰国せずに中国に留まり、京劇界初の外国人の京劇俳優として中国文化部（日本の文部科学省に相当）直属の中国国家京劇院に所属。
- 2001年 - 財団法人日本青少年文化センター創立50周年記念事業『京劇三国志スペシャル・龍鳳呈祥』樊虎役で特別出演。
- 2006年 - 中国京劇院『三国志』〜諸葛孔明〜の日本公演に出演[4]。
- 2008年 - 北京京劇院日本公演『西遊記～無底洞の巻』に孫悟空役で主演[2]。
- 2011年 - 日本京劇研究会・中国国家京劇院合同公演(俳優座劇場)で主役の孫悟空を演じる[5]。
- 2013年 - 中国中央テレビ（中国中央電視台）の番組「美猴王争覇賽」(孫悟空コンテスト)で、京劇・雑技・中国武術の強豪約300名のなかに唯一の外国人として参加、ベスト15まで勝ち進む[6]。
- 2014年 - 中国国家京劇院の日本公演で「鳳還巣」に出演。「狂言回し」的な役柄を演ずる[7]。
- 2017年 - 立教大学兼任講師を務める。
- 2024年 - 新潮劇院京劇公演『孫悟空 龍宮で大暴れ』で、孫悟空役を演じる。